# بولشت
بولشت (به آلمانی: Bülstedt) یک شهر در آلمان است که در Tarmstedt واقع شده‌است. بولشت ۷۳۱ نفر جمعیت دارد.